# Liste over mest populære singler i Danmark efter år
Dette er en liste over de mest populære singler i Danmark efter år baseret på års-hitlister publiceret af IFPI Danmark og M&I Service. Fra 2000 til 2007 bestod opgørelsen på baggrund single-hitlisten, Single Top 20, af fysisk salg. Fra 2008 til 2013 blev hitlisten, Tracklisten, opgjort på baggrund af både fysisk og digitalt salg. I 2014 blev streaming inkluderet i opgørelsen af hitlisten, Track Top-40, så den bestod af streaming og fysisk og digitalt salg.
I årene 2006 og 2007 blev der ligeledes offentliggjort separate års-lister med hitlisten Download Top-20, som følge af det stigende digitale musiksalg. Ligeledes havde hitlisten over musik-streaming, Streaming Top 20, sine egne separate års-lister fra 2011 til 2013.

## Track Top-40
|  | Baseret på fysisk salg.                          |
|  | Baseret på digitalt og fysisk salg.              |
|  | Baseret på streaming og digitalt og fysisk salg. |

| År   | Artist                                | Titel                                | Højeste placering |
| ---- | ------------------------------------- | ------------------------------------ | ----------------- |
| 2000 | Aqua                                  | "Cartoon Heroes"                     | 1                 |
| 2001 |                                       |                                      |                   |
| 2002 |                                       |                                      |                   |
| 2003 | Christine Milton                      | "Superstar"                          | 1                 |
| 2004 | Team Easy On                          | "De skal have baghjul nede i Touren" | 1                 |
| 2005 | Diverse kunstnere                     | "Hvor små vi er"                     | 1                 |
| 2006 | Trine Dyrholm                         | "Mr. Nice Guy"                       | 1                 |
| 2007 | Trine Dyrholm                         | "Mr. Nice Guy"                       | 1                 |
| 2008 | Lizzie                                | "Ramt i natten"                      | 1                 |
| 2009 | Medina                                | "Kun for mig"                        | 1                 |
| 2010 | Shakira featuring Freshlyground       | "Waka Waka (This Time for Africa)"   | 1                 |
| 2011 | Maroon 5 featuring Christina Aguilera | "Moves Like Jagger"                  | 1                 |
| 2012 | Gotye featuring Kimbra                | "Somebody That I Used to Know"       | 1                 |
| 2013 | Avicii                                | "Wake Me Up"                         | 1                 |
| 2014 | John Legend                           | "All of Me"                          | 2                 |
| 2015 | Major Lazer og DJ Snake featuring MØ  | "Lean On"                            | 1                 |
| 2016 | Blak                                  | "Nede Mette"                         | 1                 |
| 2017 | Ed Sheeran                            | "Shape of You"                       | 1                 |

## Download Top 20
| År   | Artist                                   | Titel           |
| ---- | ---------------------------------------- | --------------- |
| 2006 | Basshunter                               | "Boten Anna"    |
| 2007 | Timbaland featuring D.O.E. & Keri Hilson | "The Way I Are" |

## Streaming Top 20
| År   | Artist           | Titel           |
| ---- | ---------------- | --------------- |
| 2011 | Rihanna          | "We Found Love" |
| 2012 | Carly Rae Jepsen | "Call Me Maybe" |
| 2013 | Passenger        | "Let Her Go"    |